# Löser (Adelsgeschlecht)
Löser, auch Loeser, ist der Name eines der ältesten und angesehensten sächsischen Adelsgeschlechter, das seit dem 14. Jahrhundert das Amt des Erbmarschalls von Kursachsen besaß. Hans Löser und dessen Nachkommen wurden 1745 in den Reichsgrafenstand erhoben. Die gräfliche Linie erlosch zu Beginn des 19. Jahrhunderts. Aufgrund ihrer Bekanntheit ließen die meisten Vertreter der Familie das Adelsprädikat von weg. Die Schreibung schwankt zwischen Löser und Loeser.

## Geschichte und Besitzungen
Die Familie war u. a. in Pretzsch im Kurkreis im früheren Herzogtum Sachsen-Wittenberg ansässig und stellte im Mittelalter mehrere Ritter. Auch Reinharz mit Meuro und Greudnitz sowie Nudersdorf und Schloss Ahlsdorf (1479 bis 1699) gehörte zu den Besitzungen. Zahlreiche Güter sind bei Leopold von Ledeburs Adelslexicon der Preußischen Monarchie, Band 2, verzeichnet.

## Name
Lorenz Peckenstein schreibt 1608: Sie haben vor Alters geheissen die von Refeldt/nachmals ist der Name verendert worden [...] daß sie die Lösere genennet worden/von wegen eines des Stammes/welcher seinen gefangenen Herrn von den Feinden erlöst/vnd ledig gemacht hat/darumb sie dann zur Danckbarkeit mit dem MarschalchAmt vff das Haus Pretzsch begnadet/vnd verehret worden sind. Weiter wird verwiesen auf das Dorf Rehfeld an der Lochauer Heide, das wohl von dieser Familie den Namen erhalten hat. Als Stammvater der Familie gilt Magnus von Refeldt.

## Wappen
Das Stammwappen zeigt auf grünem Schild ein schreitendes goldenes Reh (wegen des ursprünglichen Namens Rehfeld/Refelt ein redendes Wappen).
Das Wappen, das bei der Ritterschaft der Markgrafschaft Meißen in Johann Siebmachers Wappenbuch von 1605 dargestellt ist, und wie es von Rudolf II. 1602 verliehen wurde, zeigt im gevierten Schild in den grünen Feldern 1 und 4 je ein einwärts gekehrtes goldenes Reh; in den blauen Feldern 2 und 3 je einen goldenen Adler (wie Pfalzgrafschaft Sachsen). Auf dem gekrönten Helm mit blau-goldenen Decken das Reh wachsend.
Das reichsgräfliche Wappen ist nochmals gemehrt, mit drei Helmen, Grafenkrone und zwei auswärts blickenden silbernen Löwen als Schildhaltern.

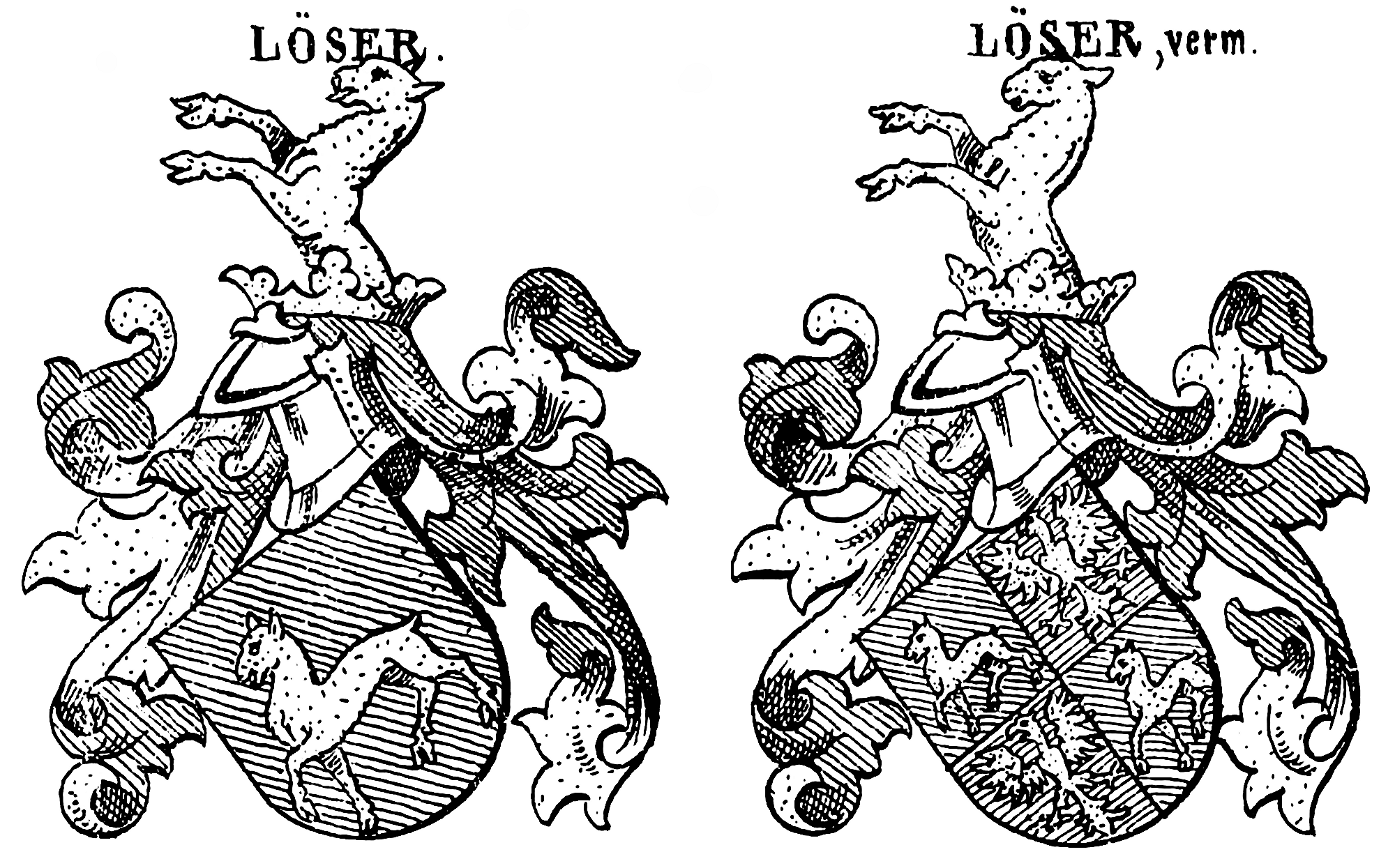
Stammwappen unnd gemehrtes Wappen derer von Löser in J. Siebmacher’s großes und allgemeines Wappenbuch
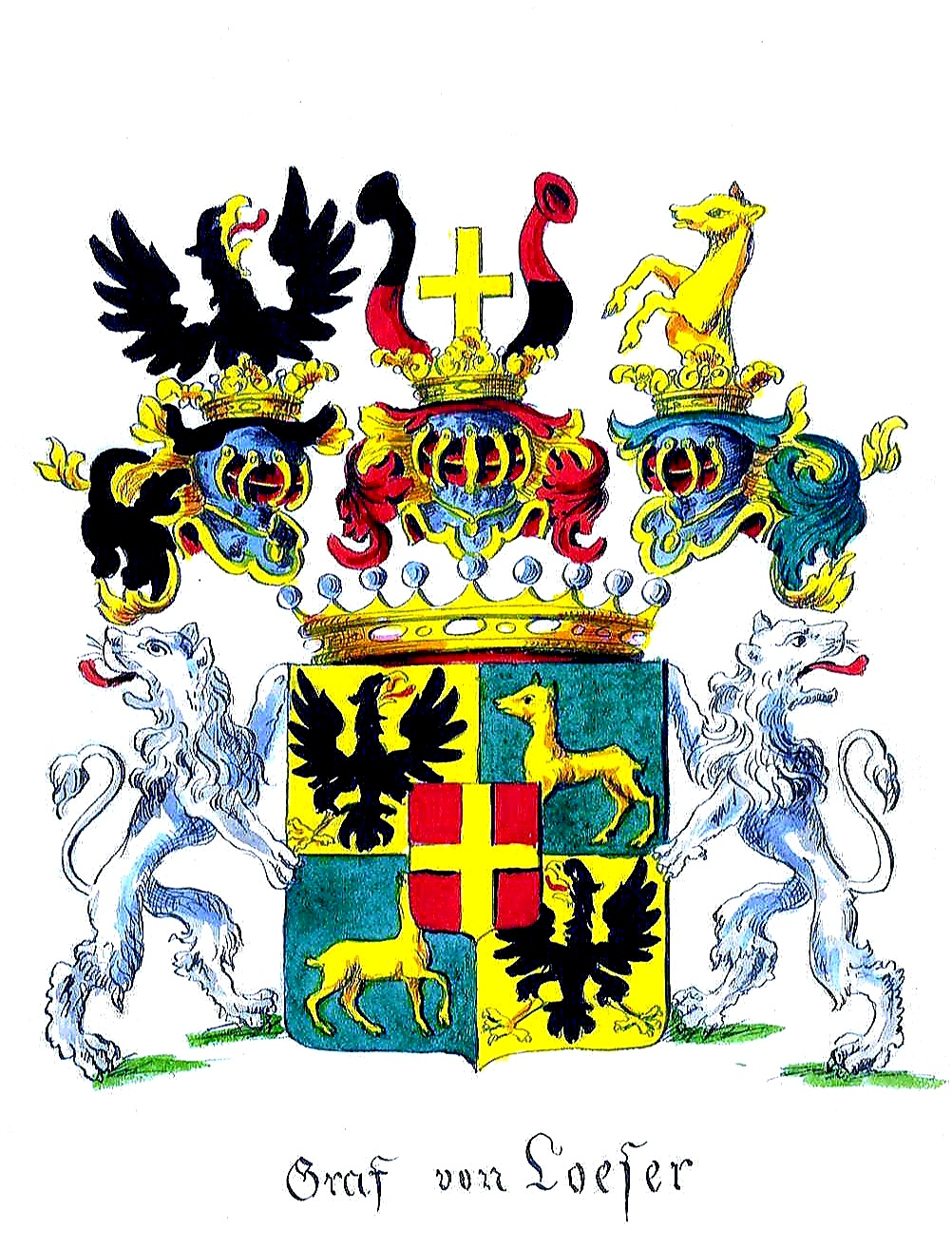
Grafen von Loeser, Grafik von Adalbert Král von Dobrá Voda

## Persönlichkeiten
- Magnus Löser (1313/25), legendärer Stammvater der Familie
- Thammo Löser (* um 1450; † 1503), deutscher Jurist, Kanoniker, Archidiakon und Domscholastiker
- Eustachius von Löser (1585–1634), kursächsischer Generalmajor
- Wolff Löser (1628–1653), kursächsischer Hofrichter, Amtshauptmann und Erbmarschall
- Eustachius Friedrich von Löser (1699–1775), kursächsischer Generalmajor und Festungskommandant.
- Hans Löser (1704–1763), sächsischer Minister und Mechanikus
- Christian Friedrich Graf Löser (1738–1783), kursächsischer wirklicher Geheimer Rat und Obersteuereinnehmer, auch Erbmarschall der Kursachsen